# Komitet planowania lotnictwa cywilnego
Komitet planowania lotnictwa cywilnego (Civil Aviation Planning Committee - CAPC) został powołany na mocy Traktatu Północnoatlantyckiego w 1950 roku. Jest jednym z dziewięciu specjalnych komitetów NATO, wykonujących działania z zakresu planowania obrony cywilnej na sytuację zagrożeń (CEP). Podlega bezpośrednio pod wysoki komitet planowania centralnego na sytuacje nadzwyczajnych zagrożeń (SCEPC).
Celem komitetu jest zapewnienie i koordynacja dostępności do cywilnych środków transportu lotniczego dla państw członkowskich NATO w czasie kryzysów i wojny. Działanie komitetu oparte jest na zasadzie, iż lotnictwo cywilne nie może być rozpatrywane jako oddzielny element w każdym z państw członkowskich, ale powinno być postrzegane jako jednolity, międzynarodowy system.